# Ilattia orbica
Ilattia orbica är en fjärilsart som beskrevs av Morrison 1874. Ilattia orbica ingår i släktet Ilattia och familjen nattflyn. Inga underarter finns listade i Catalogue of Life.